# Hosford
Hosford – jednostka osadnicza w Stanach Zjednoczonych, w stanie Floryda, w hrabstwie Liberty.